# Paratomapoderus consimilis
Paratomapoderus consimilis es una especie de coleóptero de la familia Attelabidae.

## Distribución geográfica
Habita en Guinea Ecuatorial, Guinea y Camerún.